# Die schöne junge Braut

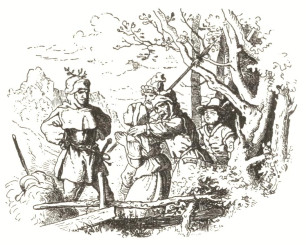
Holzschnitt, Ludwig Richter

Die schöne junge Braut ist ein Märchen (AaTh 311). Es steht in Ludwig Bechsteins Deutsches Märchenbuch an Stelle 23 (1845 Nr. 29).

## Inhalt
Räuber entführen ein Mädchen. Es muss den Haushalt machen und heißt „schöne junge Braut“. Als ein großer Raub einmal sämtliche Männer erfordert, bleibt sie im Räuberhaus allein. Sie stellt eine Strohpuppe mit ihren Kleidern ins Fenster, bestreicht sich mit Honig und Federn und flieht. Unterwegs fragen Räuber „Wohin, wohin, Herr Federsack? / Was macht die schöne junge Braut?“, sie antwortet „Sie fegt und säubert unser Haus / Und schaut wohl auch zum Fenster heraus!“. Das Mädchen findet heim, hat ihren Jahreslohn mitgenommen und heiratet. Die Räuber sehen die Gestalt im Fenster, rufen erst „Grüß Gott, o schöne junge Braut, / Die freundlich uns entgegenschaut“. Zuletzt treten sie die Tür ein, packen die Puppe und rufen: „Fahr wohl, du schöne junge Braut! / Ein Tor ist, wer auf Weiber baut!“.

## Herkunft
Bechstein notiert „Mündlich in Thüringen“, die Quelle ist unbekannt. Die Handlung ähnelt Der Räuberbräutigam, Fitchers Vogel und Häsichenbraut in Grimms Märchen. Vielleicht verband Bechstein also alle bei Grimm als deutsch ausgewiesenen Märchen dieses Typs zu dem kurzen Text, wobei er auch Das Märchen vom Ritter Blaubart in seine Sammlung aufnahm. Das „den Haushalt besorgen“ klingt nach Schneewittchen, der Schlussreim der Räuber wie in Musäus’ Die drei Schwestern. Die Strohpuppe der Fliehenden (vgl. Strohmann) ist ein altes Motiv, vgl. Basiles Die weise Liccarda.
Walter Scherf zufolge rationalisierte Bechstein den Stoff und fügte Züge von Räubergeschichten bei (AaTh 955, Der Räuberbräutigam).